# Château de Dunluce
Le château de Dunluce (Dún Libhse en irlandais) est un château médiéval d'Irlande du Nord qui est aujourd'hui en ruine. Il est situé sur le bord d'un affleurement de basalte dans le comté d'Antrim entre Portballintrae (en) et Portrush, et on peut y accéder en traversant un pont le reliant à la terre ferme. Le château est entouré de chaque côté par des pentes extrêmement abruptes, ce qui peut avoir été un facteur important pour les premiers Chrétiens et Vikings qui avaient été attirés en ce lieu où autrefois se dressait un ancien fort irlandais.

## Statut protégé
Le château de Dunluce est sous la responsabilité de l'agence appelée Northern Ireland Environment Agency (en). Il s'agit d'un monument pris en charge par l'État situé dans le Townland de Dunluce, dans le borough de Coleraine, référencé C9048 4137. Les terrassements, à côté du château de Dunluce, sont des monuments classés, et sont référencés zone C905 412.

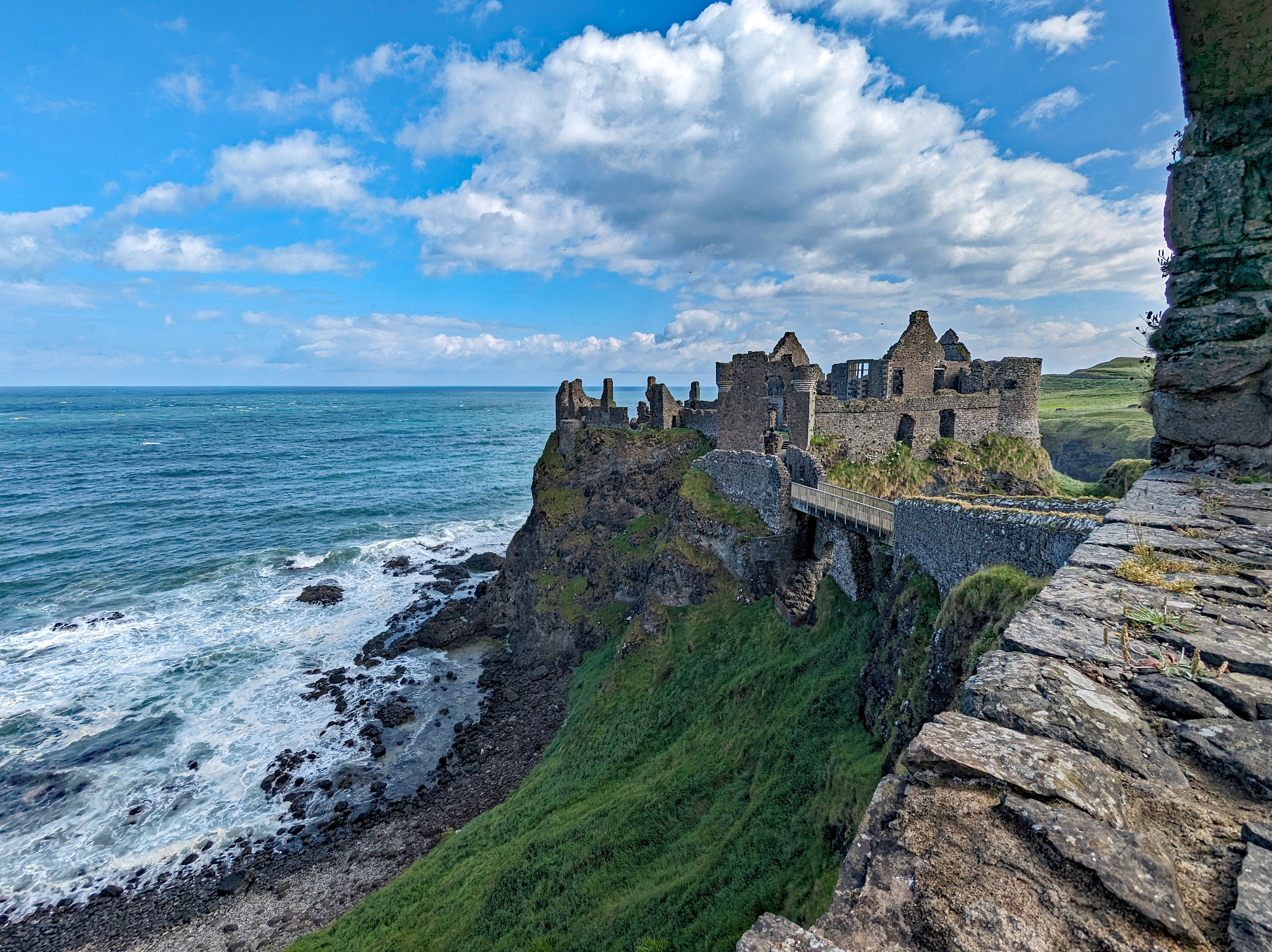
Vue d'ensemble.

## Histoire
Au XIIIe siècle, Richard de Bourg, alors comte d'Ulster, construisit un premier château à Dunluce.
Ce fut en 1513, lorsqu'il appartint à la famille McQuillan qu'il fut documenté pour la première fois. Les premiers éléments caractérisant le château furent deux grandes tours de tambour d'un diamètre de 9 m côté est, deux vestiges d'une forteresse construite par les McQuillan après avoir obtenu le titre de seigneurs de la Route (en).
En 1534, l'un des enfants de la famille McQuillan affirma avoir vu une femme vêtue d'une robe blanche, debout au bord de la falaise, face à l'océan au coucher du soleil. Il dit l'avoir vue disparaître dans le vent. Personne ne crut l'enfant, il emmena donc sur place son frère aîné le lendemain soir pour regarder le fantôme, mais celui-ci n'apparut pas. Puis au début des années 1550, de nombreuses personnes prétendirent voir une femme vêtue d'une robe blanche, marchant le long du rivage en contrebas du château de Dunluce au coucher du soleil, jusqu'à ce que finalement un jour, le jeune McQuillan, alors âgé d'une trentaine d'années, descende jusqu'au rivage et tente de parler avec le fantôme. Après cela, tout s'arrêta. Plus aucune personne ne rapporta avoir vu cette femme.
Les McQuillan restèrent les Seigneurs de la Route de la fin du XIIIe siècle jusqu'à ce qu'ils soient délogés par les MacDonald, après avoir perdu, au milieu et à la fin du XVIe siècle, deux batailles majeures qui les opposaient.
Plus tard, le château de Dunluce devint le lieu de résidence du chef du clan MacDonnell d'Antrim et du clan MacDonald de Dunnyveg d'Écosse. Le chef John Mor MacDonald était le fils cadet du bon Jean Ier MacDonald, seigneur des Îles, 6e chef du clan Donald en Écosse. John Mor MacDonald était né du second mariage de Jean Ier MacDonald avec la princesse Margaret Steward, fille du roi Robert II d'Écosse. En 1584, à la mort de James MacDonald, 6e chef du clan MacDonald d'Antrim et de Dunnyveg, les Glens d'Antrim furent saisis par Sorley Boy MacDonnell, l'un de ses jeunes frères. Sorley Boy prit le château, le gardant pour lui-même et l'améliorant dans le style écossais. Sorley Boy jura allégeance à la reine Élisabeth Ire d'Angleterre et son fils Randal fut fait comte d'Antrim (en) par le roi Jacques Ier d'Angleterre
Quatre années plus tard, La Girona, une galéasse de l'Invincible Armada fit naufrage lors d'une tempête sur les rochers tout près. Les canons du navire furent installés dans les corps de garde et le reste de la cargaison fut vendue, les fonds étant utilisés pour restaurer le château. Rose, la petite-fille de MacDonnell naquit dans le château en 1613.
À un moment donné, une partie de la cuisine située à côté de la falaise s'effondra dans la mer, après quoi, l'épouse du propriétaire refusa de vivre dans le château plus longtemps. Selon une légende, lorsque la cuisine tomba dans la mer, seulement un garçon de cuisine survécut, étant assis dans le coin de la cuisine qui ne s'était point effondré.
Le château de Dunluce était le siège du comte d'Antrim (en) jusqu'à l'appauvrissement des MacDonnell en 1690, qui fit suite à la bataille de la Boyne. Depuis cette époque, le château s'est détérioré et des parties furent récupérées afin de les utiliser comme matériaux pour les bâtiments situés à proximité.

## La ville de Dunluce
En 2011, d'importantes fouilles archéologiques permirent de découvrir des restes significatifs de la "ville perdue de Dunluce", qui fut rasée au sol lors de l'insurrection irlandaise de 1641.
Étant située à côté du château de Dunluce, la ville fut construite aux alentours de 1608 par Randal MacDonnell, 1er comte d'Antrim (en), et date d'avant la Plantation officielle de l'Ulster (en). Elle a peut-être abrité le logement le plus révolutionnaire en Europe lorsqu'elle fut construite au début du XVIIe siècle, on y trouvait notamment des toilettes intérieures qui venaient tout juste d'être introduites en Europe à cette époque, et un réseau routier complexe basé sur un système de grille. 95 % de la ville sont encore à découvrir.

## Dans la culture populaire
En 1973, le château est apparu sur la pochette intérieure de l'album de Led Zeppelin intitulé Houses of the Holy qui s'est vendu à plusieurs millions d'exemplaires. Il est également représenté sur la couverture de l'album Glasgow Friday (en) du musicien américain Jandek. Le château apparaît comme le repaire des Snakehead sous l'appellation « Ravens Keep » dans le film de 2003 qui avait pour titre Le Médaillon et qui avait pour vedette Jackie Chan. Ce château est également le sujet d'une chanson appelée Castle Dunluce, écrite par George Millar (en) et chantée par les Irish Rovers (en). Les versions cassette et CD de l'album de Gary Moore datant de 1989 et intitulé After the War (en) disposent d'une piste instrumentale ayant pour titre Dunluce dans une ou deux parties respectives.

## Accès ferroviaire
La ligne de chemin de fer Belfast-Derry (en), gérée par la Northern Ireland Railway (en) rejoint celle de Coleraine (en) et continue le long de la ligne secondaire menant à Portrush (en). Les bus locaux, appelés Ulsterbus, assurent les liaisons vers les gares ferroviaires. Il existe une promenade pittoresque partant de Portrush, longeant le château de Dunluce et suivant la ligne de Chemin de fer de la Chaussée des Géants et de Bushmills (en) pour arriver à Bushmills.

## Source
- (en) Cet article est partiellement ou en totalité issu de l’article de Wikipédia en anglais intitulé « Dunluce Castle » (voir la liste des auteurs).

### Article lié
- Liste des châteaux irlandais par région